# Grabmal Familie Gissinger
Das Grabmal Familie Gissinger ist ein Denkmal in Darmstadt.

## Geschichte und Beschreibung
Das Grabmal der Familie Gissinger gehört zu den guten Beispielen für expressionistische Grabkunst in Darmstadt.
Typisch für diesen Stil sind die Form des nach oben hin breiter werdenden Grabsteins mit einer dunklen Zackenabdeckung und der aus geometrischen Figuren zusammengesetzte Sockel des Kunststeines.
Grabstelle: Waldfriedhof Darmstadt L 6a 24